# Irlandzka Armia Obywatelska
Irlandzka Armia Obywatelska (irl. Arm Cathartha na hÉireann, ang. Irish Citizen Army, ICA) – irlandzka organizacja paramilitarna.

## Historia

Flaga Irlandzkiej Armii Obywatelskiej

Utworzona w listopadzie 1913 roku w Dublinie. Jej założycielami byli Jack White i James Larkin. Dowódcą formacji był James Connolly. Celem ICA było wywołanie rewolucji i ustanowienie niezależnej irlandzkiej republiki socjalistycznej. W 1916 roku formacja liczyła 200 bojowników. Uczestniczyła w powstaniu wielkanocnym. Za udział w rebelii James Conolly został stracony przez Brytyjczyków. W 1916 roku zjednoczyła się z Irlandzkimi Ochotnikami tworząc Irlandzką Armię Republikańską (IRA).